# Ochropleura albipuncta
Ochropleura albipuncta är en fjärilsart som beskrevs av Barend J. Lempke 1962. Ochropleura albipuncta ingår i släktet Ochropleura och familjen nattflyn. Inga underarter finns listade i Catalogue of Life.